# Bernard Amé Léonard Du Bus de Gisignies

Bernard Amé Léonard Du Bus de Gisignies

Baron Bernard Amé Léonard Du Bus de Gisignies (* 21. Juni 1808 in Tournai, Belgien; † 6. Juli 1874 in Ems, damaliges Preußen) (kurz: Bernard Du Bus de Gisignies oder Bernard Dubus) war ein belgischer Ornithologe, Paläontologe und Künstler. Außerdem war er Gründer und Museumsdirektor des Muséum des sciences naturelles de Belgique.

## Leben
Sein Vater Leonard du Bus de Gisignies (1770–1849) war ein bekannter Staatsmann, der unter der Regierung der Niederlande Generalgouverneur von Ostindien war. Seine Mutter hieß Marie Anne Catherine Bernadine geb. de Deurwaerder (1783–1836). Aus ihrer Ehe gingen sechs Kinder hervor. Die Geschwister Clémentine Catherine Françoise (1803–1817), Gustave Bernard Joseph (1807–1831), Chétien Henri Honoré Léonard (1819–1835) und Constantin Léonard Anne François Marie Joseph (1823–1850) verstarben relativ jung. Wie sein Bruder Albéric du Bus de Gisignies (1810–1874) war Bernard Mitglied des belgischen Senats. Während die beiden Söhne in Belgien zurückblieben, legte sich der Vater in Ostindien eine stattliche Sammlung, bestehend aus Vogelpräparaten und Schalentieren, zu. Diese Schätze, die ihnen der Vater aus Ostindien zukommen ließ, weckten bei den Brüdern schon früh die Leidenschaft für die Naturkunde. Beide Brüder studierten auf Wunsch des Vaters an der Katholieke Universiteit Leuven das Fach Rechtswissenschaften.
In seinem jugendlichen Freiheitsdrang brach Bernard schließlich sein Jura-Studium ab, um sich voll der Naturkunde zu widmen. Die wunderschönen Vogelbälge vom indischen Archipel faszinierten ihn so sehr, dass er sich zunächst der Vogelkunde hingab.
Du Bus zählte zu den Wissenschaftlern, die der Tradition von Carl von Linné (1707–1778) folgten und sich auf die Beschreibung äußerer Merkmale beschränkten. Die vergleichende Anatomie nach Georges Cuvier (1769–1832) entsprach nicht seinem wissenschaftlichen Verständnis.
In der ersten Phase seiner wissenschaftlichen Tätigkeit beschäftigte er sich vorwiegend mit der Ornithologie. Später widmete er sich der Paläontologie. Bei Arbeiten an den Festungsanlagen von Antwerpen kamen Walfossilien zu Tage, die seine späteren Forschungen prägten.
Du Bus ehelichte Pétronille Dorothée geb. Truyts, aus deren Ehe die Söhne Bernard Daniel (1832–1917) und Chrétien Bernard Alexandre (1845–1883) hervorgingen.
Nach seinem Tod in Ems wurde er schließlich in seinem Heimatdorf Oostmalle im Kreise seiner Familie begraben. Ein weiterer Gottesdienst zu seinen Ehren fand am 14. Juli 1874 in der Marienkirche in Schaerbeek statt.

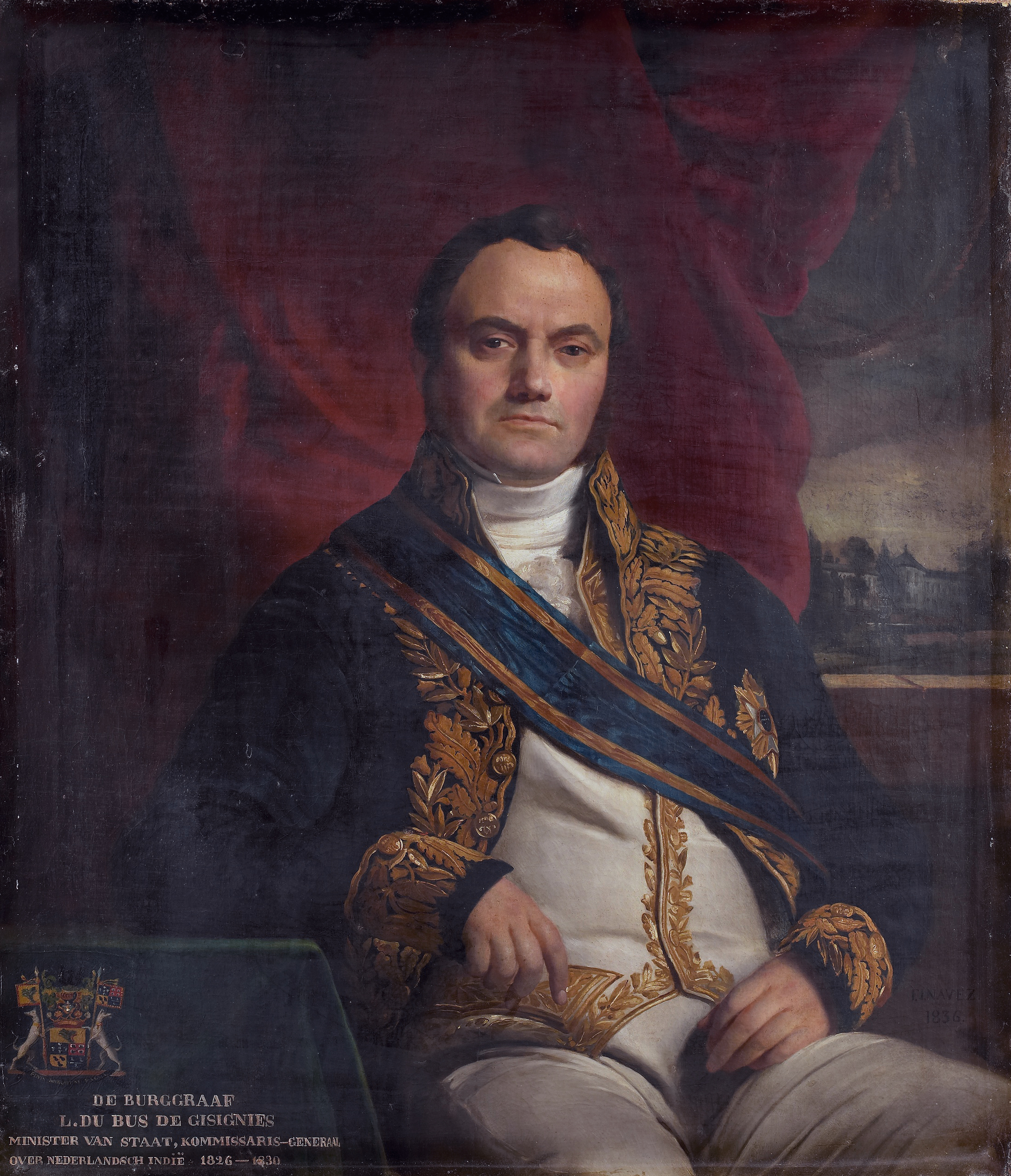
Der Vater Baron Leonard Pierre Joseph du Bus de Gisignies (1770–1849)
Der Bruder Baron Albéric du Bus de Gisignies (1810–1874)

## Du Bus de Gisignies, der Ornithologe
1835 veröffentlichte er seinen ersten wissenschaftlichen Artikel. Die angeblich für die Wissenschaft neue Gattung Leptorhynchus für den Schlammstelzer (Cladorhynchus leucocephalus) (Vieillot, 1816) stellte sich später als ungültig heraus. Schließlich beschrieb er 1838 mit dem Olivenibis (Bostrychia olivacea) zum ersten Mal in seiner Karriere eine Art, die neu für die Wissenschaft war. Das Typusexemplar stammte aus einer Kiste, die Wilhelm I. aus Guinea erhalten hatte und die dieser dem Muséum des sciences naturelles zur Verfügung stellte. Im Jahr 1840 widmete er seinem Freund Barthélemy Charles Joseph Dumortier (1797–1878) das wissenschaftliche Artepitheton des Grünfuß-Pfuhlhuhns (Gallinula mortierii).
Auch wenn viele Bälge seiner Beschreibungen über exotische Vögel von verschiedenen Kontinenten stammten, legte er seinen Forschungsschwerpunkt nicht ausschließlich auf exotische Vögel. So berichtete er beispielsweise 1846 über eine Kragentrappe, die sich als Irrgast auf der Ebene der Woluwe aufhielt.
Im Laufe der Jahre publizierte Du Bus viele Artikel über neue Vogelarten und so gab die Regierung in Brüssel seinem Bestreben nach, ein neues Naturkundemuseum zu errichten.
Diese Errungenschaft ist umso bedeutender, weil durch die Vereinigung von Belgien und Holland als Resultat des Wiener Kongresses von 1815 das Vereinigte Königreich der Niederlande entstand. Im Zuge dieser Vereinigung wanderten alle zoologischen Sammlungen von Brüssel nach Leiden.
Im Jahr 1840 wurde von der Regierung eine Kommission eingesetzt, die die Kosten zur Bildung einer Sammlung für die Stadt Brüssel ermitteln sollte. Zur Kommission gehörte Du Bus, der Entomologe Constantin Wesmael (1798–1872), der Ichthyologe François Joseph Cantraine (1801–1863), der Entomologe Jean Théodore Lacordaire (1801–1870) sowie der Parasitologe und Paläontologe Pierre-Joseph van Beneden (1809–1894). Zum Präsidenten der Kommission wurde Du Bus ernannt und van Beneden wurde sein Sekretär. Am 15. Mai 1840 informierte van Benden das Ministerium, dass 244.230 belgische Francs zur Gründung des Museums erforderlich wären.
Am 31. Dezember 1842 mietete der Staat von der Stadt Brüssel für die neuen Sammlungen entsprechende Lokalitäten. Der Innenminister Sylvain van de Weyer (1802–1874) erklärte per königlichem Erlass den Baron Du Bus, Mitglied des Repräsentantenhauses und Korrespondent der Académie royale des Sciences, des Lettres et des Beaux-Arts de Belgique zum Direktor des Museums. Als neuer Direktor verkaufte er seine gesamte Vogelbalgsammlung an den Staat. Im Laufe der Jahre vereinte er diese Sammlung mit der des königlichen Museums zu Brüssel. Es entstand eine Sammlung, die die Aufmerksamkeit aller führenden Ornithologen dieser Epoche auf sich zog. So führte sie auch seinen Freund, den Prinzen Charles Lucien Jules Laurent Bonaparte (1803–1857), oft ins Museum, immer auf der Suche nach neuen Typusexemplaren, die es in anderen Museen nicht gab.
Leider reichten die Ressourcen des Museums nicht aus, andere Tierarten im gleichen Umfang auszustellen. Mit nur einem Kurator war es unmöglich, beide großen Klassen, die Säugetiere und die Vögel, in gleichem Maße zu bedienen. Nur der Historiker und Archäologe Henri Charles Anne Paul Guillaume Schuermans (1825–1905), der die Position des Kurators innehatte, publizierte einige Artikel zu seltenen oder neuen Säugetierarten.
Im Jahr 1845 publizierte er den ersten Band von Esquisses Ornithologiques, ein Werk, in dem er seltene und unbekannte Vogelarten beschrieb und illustrierte. Bis 1848 erscheinen drei weitere Bände. Gustav Hartlaub (1814–1900) schrieb über den vierten Band:

„Der Fortgang dieses schönen Werkes ist ein überaus langsamer, wahrscheinlich in Folge zu geringer Betheiligung des Publicums, denn an Material kann es dem Verfasser nicht fehlen.“

Ein Jahr später erwähnte er nur kurz und knapp, dass es keine Fortsetzung des Werkes gäbe.
Im Jahr 1855 erschien sein letzter ornithologischer Artikel, in welchem er über neue Vogelarten aus Neuholland, Kolumbien und dem Senegal berichtete.
In einer Sitzung der königlichen Akademie vom 1. August 1857 bekam er den Auftrag, einen Nekrolog für den verstorbenen Bonaparte zu schreiben. Aufgrund des bewegten Schaffens und Lebens Bonapartes sah sich Du Bus nicht in der Lage, diesen Wunsch je zu erfüllen.

## Du Bus de Gisignies, der Paläontologe
Im Jahr 1860 änderte Du Bus seinen Forschungsschwerpunkt. Die Regierung hatte im Einzugsgebiet um die Wirtschaftsmetropole Antwerpen größere Arbeiten geplant, wohl wissend, dass sich dort viele Knochenfossilien befanden. Du Bus gelang es Wissenschaftler für die Ausgrabungen zu gewinnen, und er forderte vom Kriegsministerium besondere Maßnahmen zum Erhalt der Tierfossilien. Seine Studien verlagerten sich von der reinen Beschreibung von externen Merkmalen Richtung Anatomie und Analyse von Knochenfunden. Er begann die Skelettfunde der Wale der Küste mit anderen Fossilien zu vergleichen. Dabei profitierte er auch von Meerestierskeletten, die van Beneden bereits 1830 aus Grönland und Spitzbergen erhalten hatte. Von ihm erhielt das Museum auch Skelette von Zahnwalen aus Grönland und den arktischen Gewässern.
Am 9. Oktober 1860 schlug eine Kommission im Auftrag der Regierung Du Bus und Henri Joseph Pierre Nyst (1813–1880) vor, die Neuentdeckungen zu sichten und wertvolle Objekte zu sichern. Im Mai 1861 kommunizierte Du Bus einige erste Resultate der paläontologischen Funde. Er machte sich in der Akademie dafür stark, der Regierung zu empfehlen, geologische Untersuchungen am rechten Ufer der Schelde nahe Antwerpen durchzuführen. Zur Durchführung dieser Arbeiten empfahl er den Geologen Gustave de Walque (1826–1905).
In einem Brief vom 7. November 1860 aus Oostmalle schrieb er van Beneden, dass er aus gesundheitlichen Gründen im Moment nicht in der Lage sei, das gesammelte Material zu untersuchen. Hierin erwähnte er ebenfalls, dass er sich im Moment auch nicht imstande fühle, am Schluss vom zweiten Teil des Conspectus generum avium des verstorbenen Bonaparte mitzuwirken. Außerdem beklagte er sich, dass nicht alle Fundstücke den Weg ins königliche Museum fanden. Er führte dies auf die schlechte Arbeit von Amateuren und Spekulanten zurück, welche die Ausgrabungen vornahmen. In Wahrheit wurden die Arbeiten von Offizieren im Auftrag der Regierung vorgenommen.
1867 publizierte er nach längerer Zeit wieder einen Artikel über Säugetierfunde an der Küste von Antwerpen. In seiner Aufzählung orientierte er sich an älterer Literatur aus dieser Gegend von Baron Adolf von Hüpsch (1730–1805), Louis de Launay (ca. 1740 – ca. 1805), A. de La Jonkaire (hatte oft unter dem Pseudonym Jonathan publiziert), Antoine-Vincent Arnault (1766–1834) und Frédéric Cuvier (1773–1838). Im Jahr 1868 folgten zwei weitere paläontologische Schriften von Du Bus, bevor im Jahre 1872 schließlich sein letzter Artikel zu diesem Thema erschien.
Auch auf dem Feld der Paläontologe erarbeitete sich Du Bus den Ruf eines außergewöhnlichen Künstlers, indem er die Knochen der meisten Wale zeichnete. Viele seiner Tafeln waren fertiggestellt und wurden damals mit einem Wert von 50.000 bis 60.000 Francs beziffert.
Nach dem Tod von Du Bus war es der Konservator Louis De Pauw (1844–1918), der sich weiter um die Knochenfunde von Antwerpen kümmerte.

## Du Bus de Gisignies, der Künstler
Neben der Wissenschaft galt Du Bus auch als Künstler und Kunstliebhaber. Neben einer bemerkenswerten Gemäldesammlung leitete er sich den Luxus einer Bibliothek. Seit dem Jahre 1851 genügte ihm das Feld der Ornithologie nicht mehr. Beim Verkauf seiner Bildersammlung von Thadée Joseph Antoine Hyacinthe van Saceghem (1767–1852) hatte Victor Le Roy 1882 in seinem Catalogue des tableaux anciens des écoles flamande et hollandaise composant la galerie de feu M. le vicomte Bernard Du Bus de Gisignies nur lobende Worte für einen Mann des guten Geschmackes.
1855 vertrat Du Bus bei der Weltausstellung die Interessen aller belgischen Künstler. Die Regierung nominierte ihn hierfür als Jury-Mitglied.
1874 wurde Du Bus zum Mitglied der Entscheidungsfindungskommission des Musée Royal de peinture et de sculpture. Wie einst François-Xavier de Burtin (1743–1818) liebte er es, von Meisterwerken umgeben zu sein, und wie Burtin hinterließ er dem Museum eine bedeutende Galerie. Seine Söhne steuerten zum Katalog von Victor Le Roy ein Porträt und drei Fotografien ihres Vaters bei. Der Kunsthistoriker Edouard Fétis (1812–1909) beschrieb Du Bus als einen Menschen mit zwei Existenzen, zum einen die Wissenschaft und zum anderen die Kunst.
Neben der Kunst diente er der Kommission zum Erhalt der königlichen Bibliothek.

## Du Bus de Gisignies, der Politiker
Du Bus war zwölf Jahre Mitglied des Repräsentantenhauses. Es war das Arrondissement de Soignies, welches ihn im Jahre 1833 nominierte. Für viele Jahre arbeitete er dort als Quaestor. 1867 wurde ihm der Posten eines Senators angeboten, einen Posten, der sich aber nicht mit seiner Arbeit als Museumsdirektor vertrug.

## Dedikationsnamen
Bonaparte widmete Du Bus de Gisignies im Jahre 1850 den Namen der Gattung Dubusia, eine Gattung, der nur die Silberbrauen-Bergtangare zugeschlagen wurde.

„DUBUSIA, BP., en l'honneur de l'excellent ornitologiste, directeur du Musée de Bruxelles.“

Zusätzlich beschrieb Bonaparte 1855 mit Leptotila dubusi eine neue Art mit seinem Namen. Das Typusexemplar hatte er von Du Bus aus dem Museum in Brüssel erhalten. Später wurde ie Art als Unterart der Rotachseltaube (Leptotila rufaxilla dubusi) klassifiziert.
Van Beneden widmete ihm 1877 den Namen Physeterula dubussi für ein Fossil einer Pottwalart.
Im königlichen Museum wurde schließlich der Saal mit den fossilen Knochenfunden mit seines Gründers bedacht.

## Mitgliedschaften
1839 wurde Du Bus de Gisignies von Félix Édouard Guérin-Méneville als Mitglied Nummer 177 der Société Cuvierienne vorgestellt. Im Jahr 1841 wurde er zum gewählten Landsmann (régnicole) der Académie royale des Sciences, des Lettres et des Beaux-Arts de Belgique. Schließlich wurde er 1846 zum Mitglied ernannt. 1855 wählte ihn die Deutsche Ornithologen-Gesellschaft zum Ehrenmitglied. Sein Antwortschreiben mit Dank traf schließlich am 19. August 1855 bei der DO-G ein.
Im Jahr 1865 wurde er zum Direktor der Wissenschaftliche Klasse der Akademie gewählt, ein Amt, das er bis ins Jahr 1867 ausfüllte.

## Erstbeschreibungen von Du Bus de Gisignies
Du Bus de Gisignies hat einige Arten und Unterarten als Erstautor beschrieben.

### Arten
Zu den Arten, die Du Bus de Gisignies beschrieben hat, gehören chronologisch:
- Olivenibis (Bostrychia olivacea) (Du Bus de Gisignies, 1838)
- Hihi (Notiomystis cincta) (Du Bus de Gisignies, 1839)
- Grünfuß-Pfuhlhuhn (Gallinula mortierii) (Du Bus de Gisignies, 1840)
- Goldohrtangare (Tangara chrysotis) (Du Bus de Gisignies, 1846)
- Haubenfadenelfe (Discosura popelairii) (Du Bus de Gisignies, 1846)
- Goldscheiteltangare (Tangara larvata) (Du Bus de Gisignies, 1846)
- Schwarzwangen-Bergtangare (Anisognathus lacrymosus) (Du Bus de Gisignies, 1846)
- Blaukronorganist (Chlorophonia occipitalis) (Du Bus de Gisignies, 1847)
- Einfarbhäher (Aphelocoma unicolor) (Du Bus de Gisignies, 1847)
- Finkentangare (Chlorospingus ophthalmicus) (Du Bus de Gisignies, 1847)
- Graubauchkardinal (Caryothraustes poliogaster) (Du Bus de Gisignies, 1847)
- Hyazinthblaurabe (Cyanocorax violaceus) Du Bus de Gisignies, 1847
- Kielschnabelmotmot (Electron carinatum) (Du Bus de Gisignies, 1847)
- Schwarzbrustzeisig (Carduelis notata) Du Bus de Gisignies, 1847
- Trugwaldsänger (Peucedramus taeniatus) (Du Bus de Gisignies, 1847)
- Zwerghäher (Cyanolyca nanus) (Du Bus de Gisignies, 1847)
- Afrikanischer Brauengirliz (Serinus canicapilla) (Du Bus de Gisignies, 1855)
- Gelbbauchzeisig (Carduelis xanthogastra) (Du Bus de Gisignies, 1855)
- Grauorganist (Euphonia plumbea) Du Bus de Gisignies, 1855
- Rostnacken-Buschammer (Atlapetes latinuchus) (Du Bus de Gisignies, 1855)

### Unterarten
Zu den Unterarten die Du Bus de Gisignies beschrieben hat gehören chronologisch:
- Mennigohr-Bergtangare (Anisognathus igniventris lunulatus) (Du Bus de Gisignies, 1839)
- Schneebussard (Leucopternis albicollis ghiesbreghti) (Du Bus de Gisignies, 1845)
- Schwarzschnabeltityra (Tityra inquisitor albitorques) Du Bus de Gisignies, 1847
- Sperberweihe (Geranospiza caerulescens nigra) (Du Bus de Gisignies, 1847)
- Weißzügel-Faulvogel (Malacoptila panamensis inornata) (Du Bus de Gisignies, 1847)
- Graukopftangare (Eucometis penicillata cristata) (Du Bus de Gisignies, 1855)
- Grünorganist (Chlorophonia cyanea longipennis) (Du Bus de Gisignies, 1855)
- Stahlbischof (Cyanocompsa cyanoides concreta) (Du Bus de Gisignies, 1855)

## Werke

### Jahr 1835
- Ornithologie - M. Dumortier remet à l'Académie. In: Bulletins de l'Académie royale des Sciences, des Lettres et des Beaux-Arts de Belgique. Band 2, Nr. 1, 1835, S. 26–27 (online [abgerufen am 6. Februar 2012]).
- Ornithologie - Description d'un nouveaux genre d'oiseaux de l'ordre de échassiers. In: Bulletins de l'Académie royale des Sciences, des Lettres et des Beaux-Arts de Belgique. Band 2, Nr. 12, 1835, S. 419–421 (online [abgerufen am 6. Februar 2012]).

### Jahr 1838
- Ornithologie - Description d'une espèce nouvelle de Héron. In: Bulletins de l'Académie royale des Sciences, des Lettres et des Beaux-Arts de Belgique. Band 4, Nr. 2, 1838, S. 39–41 (online [abgerufen am 6. Februar 2012]).
- Ornithologie - Notes sur l'Ibis olivacea: Ibis olivâtre. In: Bulletins de l'Académie royale des Sciences, des Lettres et des Beaux-Arts de Belgique. Band 4, Nr. 3, 1838, S. 105–106 (online [abgerufen am 6. Februar 2012]).

### Jahr 1839
- Description d'une nouvelle espèce de Philédon de la Nouvelle-Zélande. In: Bulletins de l'Académie royale des Sciences, des Lettres et des Beaux-Arts de Belgique. Band 6, Nr. 4, 1839, S. 295–297 (online [abgerufen am 6. Februar 2012]).
- Description d'un Tangara nouveau. In: Bulletins de l'Académie royale des Sciences, des Lettres et des Beaux-Arts de Belgique. Band 6, Nr. 5, 1839, S. 439–441 (online [abgerufen am 6. Februar 2012]).
- Notice sur un merle inédit. In: Bulletins de l'Académie royale des Sciences, des Lettres et des Beaux-Arts de Belgique. Band 6, Nr. 6, 1839, S. 506–507 (online [abgerufen am 6. Februar 2012]).

### Jahr 1840
- Description d'un nouveau genre de la famille des Gallinules. In: Bulletins de l'Académie royale des Sciences, des Lettres et des Beaux-Arts de Belgique. Band 7, Nr. 4, 1840, S. 212–215 (online [abgerufen am 6. Februar 2012]).

### Jahr 1842
- Diagnoses spécifiques de trois espèces nouvelles d'Oiseaux-mouches de la Colombie. In: Bulletins de l'Académie royale des Sciences, des Lettres et des Beaux-Arts de Belgique. Band 9, Nr. 6, 1840, S. 524–526 (online [abgerufen am 6. Februar 2012]).

### Jahr 1845
- Esquisses Ornithologiques; descriptions et figures d'oiseaux nouveaux ou peu connus. Band 1. A. Vandale, Brüssel 1845 (online [abgerufen am 6. Februar 2012]).

### Jahr 1846
- Esquisses Ornithologiques; descriptions et figures d'oiseaux nouveaux ou peu connus. Band 2. A. Vandale, Brüssel 1846 (online [abgerufen am 25. März 2016]).
- Note sur l'apparition en Belgique d'une Outarde Houbara et d'une Sterne leucoptère. In: Bulletins de l'Académie royale des Sciences, des Lettres et des Beaux-Arts de Belgique. Band 13, Nr. 3, 1846, S. 166–168 (online [abgerufen am 6. Februar 2012]).

### Jahr 1847
- Esquisses Ornithologiques; descriptions et figures d'oiseaux nouveaux ou peu connus. Band 3. A. Vandale, Brüssel 1847.
- Note sur quelques espèces nouvelle d'oiseaux d'Amérique. In: Bulletins de l'Académie royale des Sciences, des Lettres et des Beaux-Arts de Belgique. Band 14, Nr. 8, 1847, S. 101–108 (online [abgerufen am 6. Februar 2012]).

### Jahr 1848
- Esquisses Ornithologiques; descriptions et figures d'oiseaux nouveaux ou peu connus. Band 4. A. Vandale, Brüssel 1848 (online [abgerufen am 6. Februar 2012]).
- Sure une note intitulée: Les Pigeons messagers. In: Bulletins de l'Académie royale des Sciences, des Lettres et des Beaux-Arts de Belgique. Band 15, Nr. 2, 1848, S. 56–58 (online [abgerufen am 6. Februar 2012]).

### Jahr 1855
- Note sur quelques espèces inédites d'oiseaux. In: Bulletins de l'Académie royale des Sciences, des Lettres et des Beaux-Arts de Belgique. Band 22, Nr. 2, 1855, S. 150–157 (online [abgerufen am 6. Februar 2012]).

### Jahr 1861
- Observations sur les récentes découvertes paléontologiques faites à Ànvers. In: Bulletins de l'Académie royale des Sciences, des Lettres et des Beaux-Arts de Belgique. Band 11, Nr. 5, 1861, S. 511–512 (online [abgerufen am 6. Februar 2012]).

### Jahr 1867
- Sur quelques mammifères du crag d'Anvers. In: Bulletins de l'Académie royale des Sciences, des Lettres et des Beaux-Arts de Belgique. Band 24, Nr. 12, 1867, S. 562–577 (online [abgerufen am 6. Februar 2012]).

### Jahr 1868
- Sur différents Ziphiides nouveaux du crag d'Anvers. In: Bulletins de l'Académie royale des Sciences, des Lettres et des Beaux-Arts de Belgique. Band 25, Nr. 6, 1868, S. 621–630 (online [abgerufen am 6. Februar 2012]).
- Note sur une découverte paléontologique faite à Bomm. In: Bulletins de l'Académie royale des Sciences, des Lettres et des Beaux-Arts de Belgique. Band 26, Nr. 7, 1868, S. 20–61 (online [abgerufen am 6. Februar 2012]).

### Jahr 1872
- Mammifères nouveaux du crag d'Anvers. In: Bulletins de l'Académie royale des Sciences, des Lettres et des Beaux-Arts de Belgique. Band 34, Nr. 12, 1872, S. 491–509 (online [abgerufen am 6. Februar 2012]).